# Sanjari
Els sanjari foren una branca de les tribus turcmanes (i turcomongoles) establertes a Transoxiana, el Gran Khorasan i altres llocs; els sanjaris estaven establerts a la regió de Makhan. En temps de Tamerlà el seu beg era Mubarik Xah Sanjarí. El següent beg o amir conegut és Tuman Kerkes. El 1405 s'esmenta un Kerkes, fill de Tuman Kerkes, que va veure l'arribada a Makhan del kara tàtars que fugien de Transoxiana i que foren capturats i portats a Coràsmia. El 1408 Kerkes va capturar a Makhan als rebels fugitius Jahan Malik i Nemdek, que els va enviar a Herat on foren executats. A la primavera del 1409 Kerkes va fer de mediador al servei de Xah Rukh amb el rebel amir Xaikh Nur al-Din.